# Rosso di Montepulciano
Il Rosso di Montepulciano è un vino DOC la cui produzione è consentita nella provincia di Siena.

## Caratteristiche organolettiche
- colore: rubino vivace, limpidezza brillante.
- odore: caratteristico ed intenso, anche con profumo di mammola.
- sapore: asciutto, armonico, leggermente tannico.

## Abbinamenti consigliati
Il Rosso di Montepulciano è un vino indicato per tutto il pasto, particolarmente adatto per i primi piatti al ragù e per le carni in generale. Si sposa bene soprattutto con la bistecca alla fiorentina, il polpettone alla fiorentina, il pollo e i fegatelli. Decisamente adatto anche per i formaggi con un'elevata stagionatura. Andrebbe consumato a una temperatura di 16-18 °C, in calici ballon.

## Produzione
Provincia, stagione, volume in ettolitri
- Siena  (1990/91)  973,7
- Siena  (1991/92)  891,1
- Siena  (1992/93)  1177,4
- Siena  (1993/94)  1448,65
- Siena  (1994/95)  1172,96
- Siena  (1995/96)  1037,4
- Siena  (1996/97)  2941,12